# Fingerskarring
Fingerskarring er en sammenføjningsmetode hvor man fræser eller udskærer spidse tapper i enden af flere stykker træ af samme type, bredde og i tilfældige længder, der så påføres lim (fx epoxy) inden de som "fingre" griber ind i hinanden og skaber et længere stykker tømmer end de oprindelige tømmerstumper. 
Fingrenes funktion er dels at skabe en større kontaktflade mellem træstykkerne på langs af træets ved, hvilket gør at samlingen bliver mere solid, gerne mindst lige så solid som de ikke-limede dele af det færdige stykke tømmer. Dels ser samlingsmetoden også, for nogen i hvert fald, æstetisk tilfredsstillende ud, da åretegningen i de forskellige træstykker delvist bliver sammenflettet i det færdige produkt, så det ser ud til, at byggeriet er lavet af ens hele længder tømmer uden knastfejl og maskinskader.